# Botola 2
De Botola 2 is de op één na hoogste voetbalcompetitie in Marokko die de FMRF organiseert. De twee beste teams promoveren naar de Botola Pro, terwijl de vier laagst gerankte teams degraderen naar de Botola 3. Moghreb Athletic Tétouan is de recordkampioen met zes titels.

## Promotie en degradatie
- De kampioen én de nummer twee promoveren naar de Botola Pro.
- De vier die als laagst eindigen in de competitie degraderen naar de GNFA 1.

## Teams
De volgende teams nemen deel aan de Botola 2 tijdens het seizoen 2019/20.
| Club                  | Plaats      | Stadion                     | Capaciteit |
| --------------------- | ----------- | --------------------------- | ---------- |
| Kawkab Marrakech      | Marrakech   | Stade de Marrakech          | 45.240     |
| Maghreb Fez           | Fez         | Complexe sportif de Fès     | 45.000     |
| Wydad de Fès          | Fes         | Complexe sportif de Fès     | 45.000     |
| TAS de Casablanca     | Casablanca  | Stade Larbi Zaouli          | 35.000     |
| KAC Kenitra           | Kénitra     | Stade Municipal de Khénifra | 15.000     |
| Chabab Rif Al Hoceima | Al Hoceima  | Stade Mimoun Al Arsi        | 12.500     |
| Racing de Casablanca  | Casablanca  | Stade Père-Jégo             | 10.000     |
| AS Salé               | Salé        | Stade Boubker Ammar         | 10.000     |
| Chabab Mohammedia     | Mohammedia  | Stade El Bachir             | 10.000     |
| IZK Khémisset         | Khémisset   | Stade du 18-Novembre        | 10.000     |
| US Sidi Kacem         | Sidi Kacem  | Stade Abdelkader Allam      | 10.000     |
| Chabab Atlas Khénifra | Khénifra    | Stade Municipal de Khénifra | 5.000      |
| Wydad Témara          | Témara      | Stade Yacoub El Mansour     | 5.000      |
| Chabab Ben Guerir     | Ben Guerir  | Stade Municipal Ben Guerir  | 4.000      |
| Olympique Dcheira     | Dcheira     | Stade Ahmed Fana            | 1.000      |
| JS Soualem            | Had Soualem | Stade Municipal Had Soualem |            |

## Kampioenen
| Seizoen   | Club                     |
| --------- | ------------------------ |
| 1996/1997 | Maghreb Fez              |
| 1997/1998 | FUS Rabat                |
| 1998/1999 | Renaissance de Settat    |
| 1999/2000 | Racing Casablanca        |
| 2000/2001 | Ittihad Tanger           |
| 2001/2002 | KAC Kenitra              |
| 2002/2003 | Mouloudia Oujda          |
| 2003/2004 | Olympique Safi           |
| 2004/2005 | Moghreb Athletic Tétouan |
| 2005/2006 | Maghreb Fez              |
| 2006/2007 | FUS Rabat                |
| 2007/2008 | AS Salé                  |
| 2008/2009 | FUS Rabat                |
| 2009/2010 | JS Kasba Tadla           |
| 2010/2011 | CODM de Meknes           |
| 2011/2012 | Raja de Beni Mellal      |
| 2012/2013 | Kawkab Marrakech         |
| 2013/2014 | Chabab Atlas Khénifra    |
| 2014/2015 | Ittihad Tanger           |
| 2015/2016 | Chabab Atlas Khénifra    |
| 2016/2017 | Rapide Oued Zem          |
| 2017/2018 | Mouloudia Oujda          |
| 2018/2019 | CR Khemis Zemamra        |

### Titels per club
| Club | Aantal |
| --- | ------ |
| FUS Rabat | 3      |
| Ittihad Tanger, Maghreb Fez,Chabab Atlas Khénifra, Mouloudia Oujda | 2      |
| Kawkab Marrakech. Raja de Beni Mellal, CODM de Meknes, JS Kasba Tadla, AS Salé, Olympique Safi, KAC Kenitra, Racing Casablanca, Renaissance de Settat, Hassania Agadir, Rapide Oued Zem, Khemis Zemamra | 1      |